# Eva Gonzalès

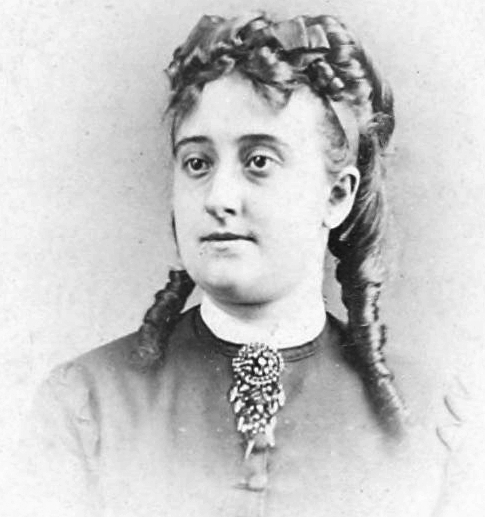
Eva Gonzalès rond 1870

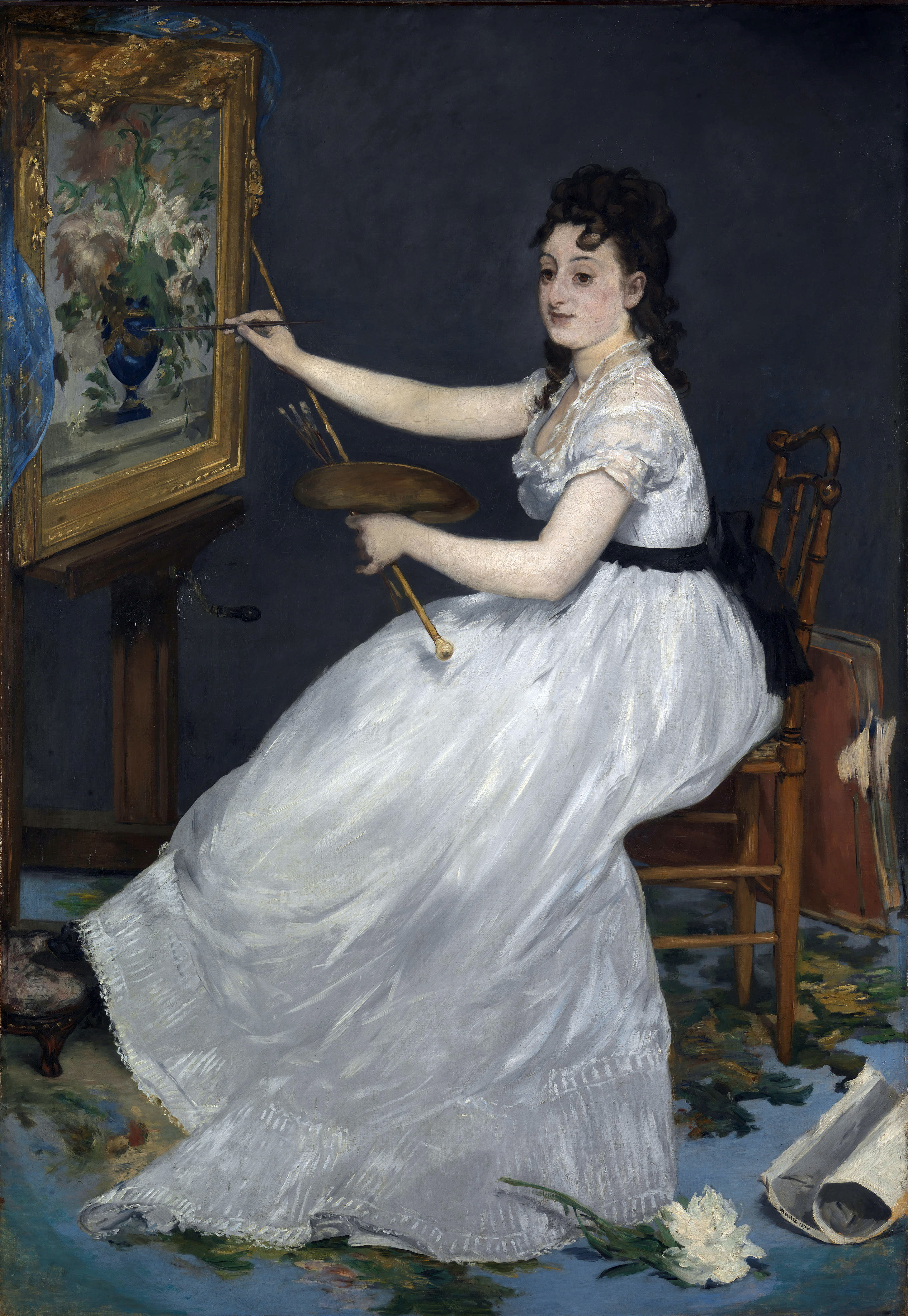
Portrait de Mlle E.G., portret van Eva Gonzalès, 1869-1870, door Édouard Manet

Eva Gonzalès (Parijs, 19 april 1849 – aldaar, 5 mei 1883) was een Frans impressionistisch kunstschilderes. Ze schilderde vooral portretten en interieurscènes.

## Leven en werk
Gonzalès was een dochter van schrijver en journalist Emmanuel Gonzalès. Haar moeder was muzikante en de ouders steunden Eva en haar zuster Jeanne in hun artistieke ontwikkeling. In 1865 nam ze schilderlessen van portrettist Charles Chaplin. In februari 1869 werd Gonzalès een leerling van kunstenaar Édouard Manet. Ze was Manets enige officiële leerling. Ze heeft vaak geposeerd voor hem en voor verschillende leden van de impressionistische school. Van Manet wordt gezegd dat hij meteen met een portret van haar begon. Dit schilderij werd afgerond op 12 maart 1870 en werd in hetzelfde jaar tentoongesteld op de Parijse salon. Tot 1872 werd ze sterk beïnvloed door Manet, maar later ontwikkelde ze haar eigen, meer persoonlijke stijl.
In 1870 exposeerde ze op de Parijse Salon met Enfant de troupe, met eenzelfde thema als De fluitspeler van Manet, dat enkele jaren eerder werd geweigerd voor de Parijse Salon. Een loge in het Théâtre des Italiens is een van haar bekendste werken. Een eerste versie werd in 1875 tentoongesteld op de Salon des Refusés terwijl een tweede versie wel werd aanvaard op de Parijse Salon van 1879. Net als haar leraar, Manet, heeft ze haar werken nooit tentoongesteld op de tentoonstellingen van de impressionisten. Toch wordt ze tot de impressionisten gerekend vanwege haar schilderstijl. 
Tijdens de Frans-Duitse Oorlog werd ze geëvacueerd naar Dieppe. Ze trouwde in 1879 met Henri Guérard met wie ze regelmatig naar de kunstenaarskolonies van Normandië reisde. Ze gebruikte hem en haar zuster Jeanne Gonzalès als onderwerp voor veel van haar schilderijen.
Haar werk werd tentoongesteld in het kantoor van L'Art in 1882 en in Galerie Georges Petit in 1883. Ze stierf op vierendertigjarige leeftijd aan een embolie in het kraambed na de bevalling van haar zoon Jean-Raymond, zes dagen na het overlijden van Manet.
In 1885, twee jaar na haar overlijden, werd een overzichtstentoonstelling van 88 werken gehouden in de Salons de La Vie Moderne.

## Galerij

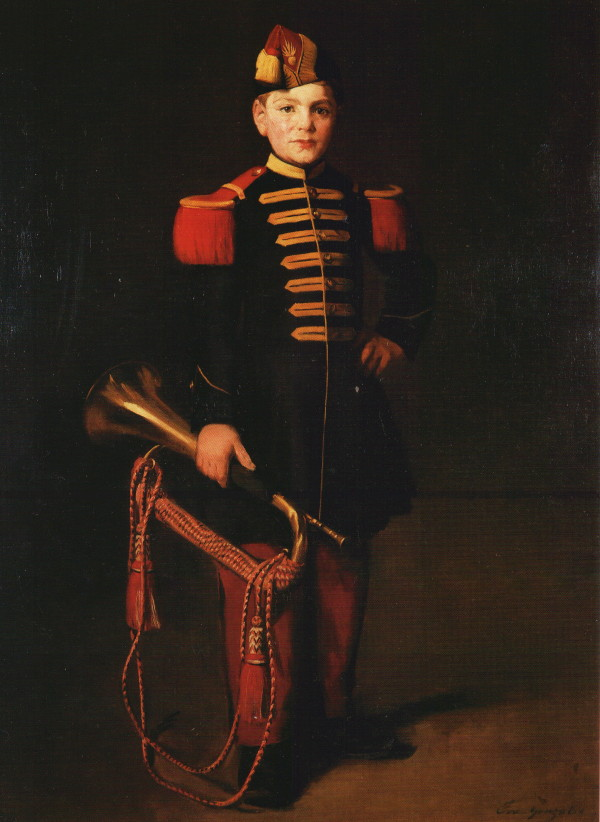
Enfant de troupe, Musée Gaston Rapin, Villeneuve-sur-Lot, Frankrijk, 1870
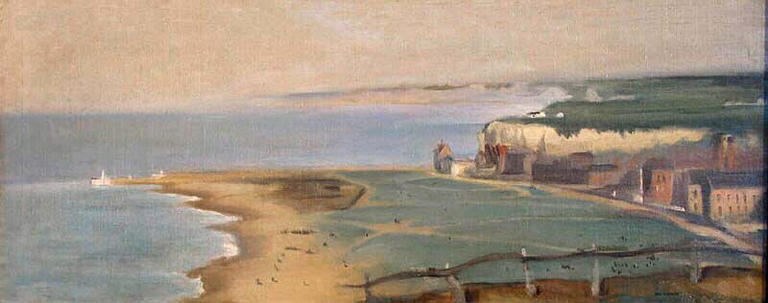
Uitzicht op het strand van Dieppe vanuit de westklif, Château-Musée, Dieppe, Frankrijk 1871
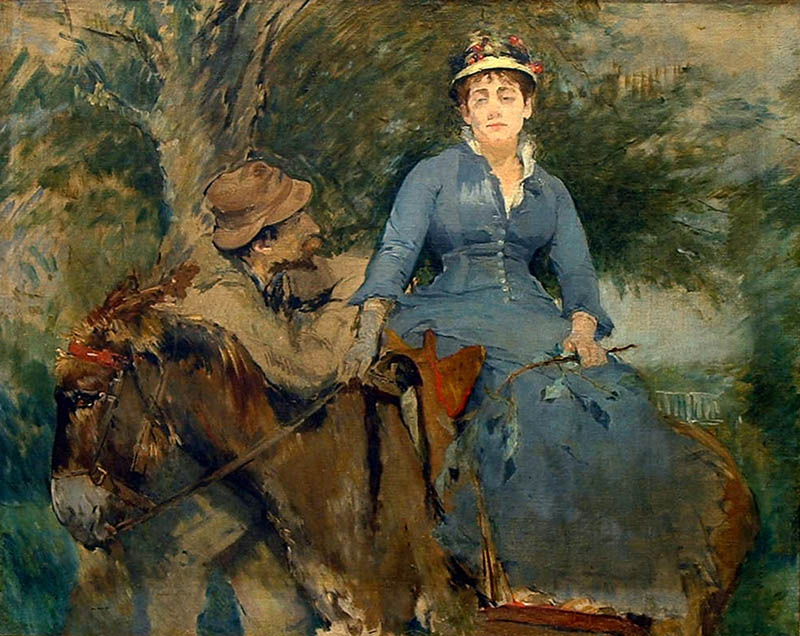
De ezeltocht, City Museum & Art Gallery, Bristol, Engeland 1880
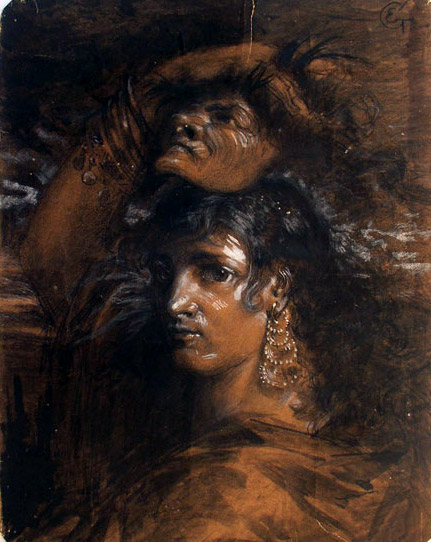
Actrice met masker, Private collectie
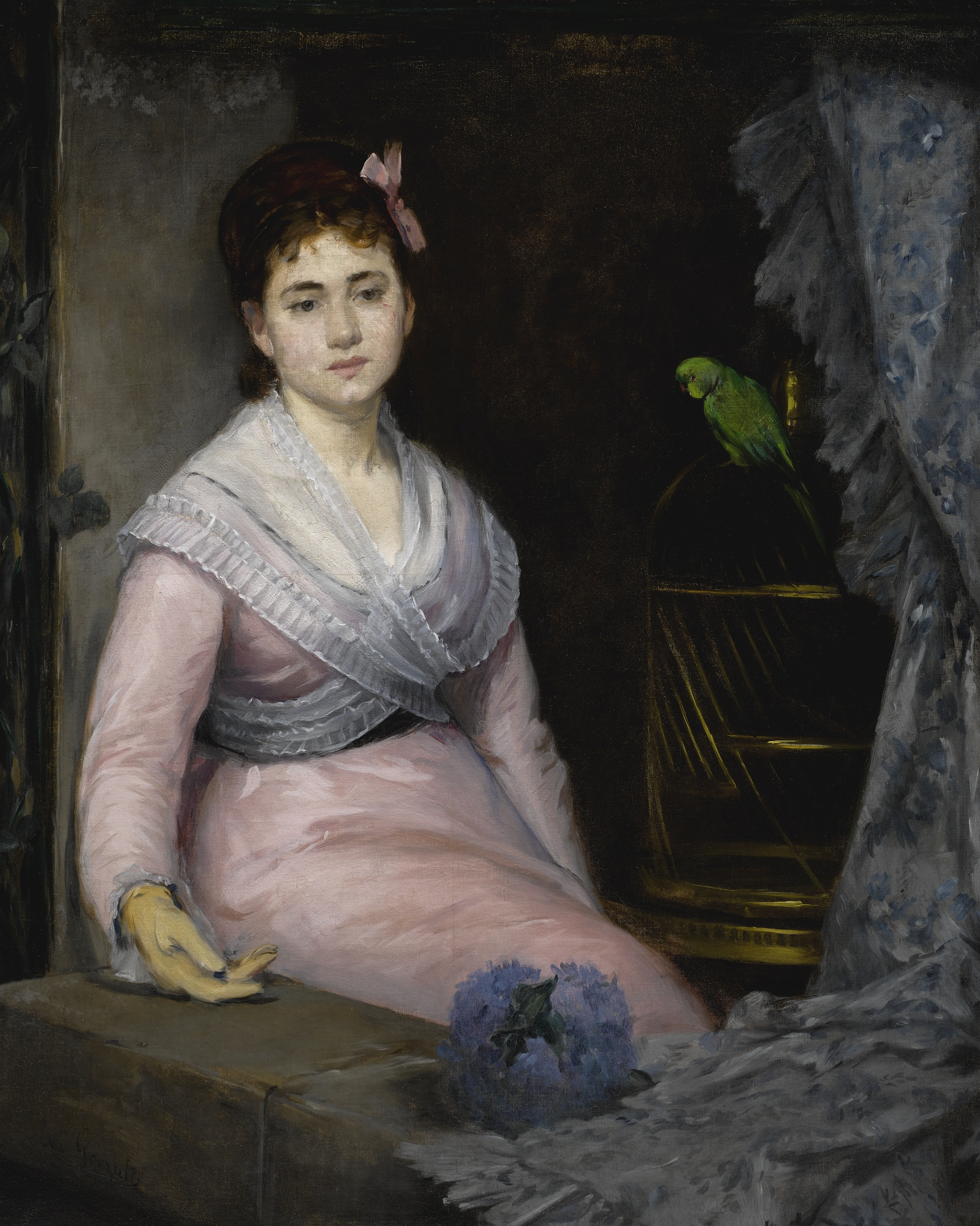
De Traagheid, Private collectie
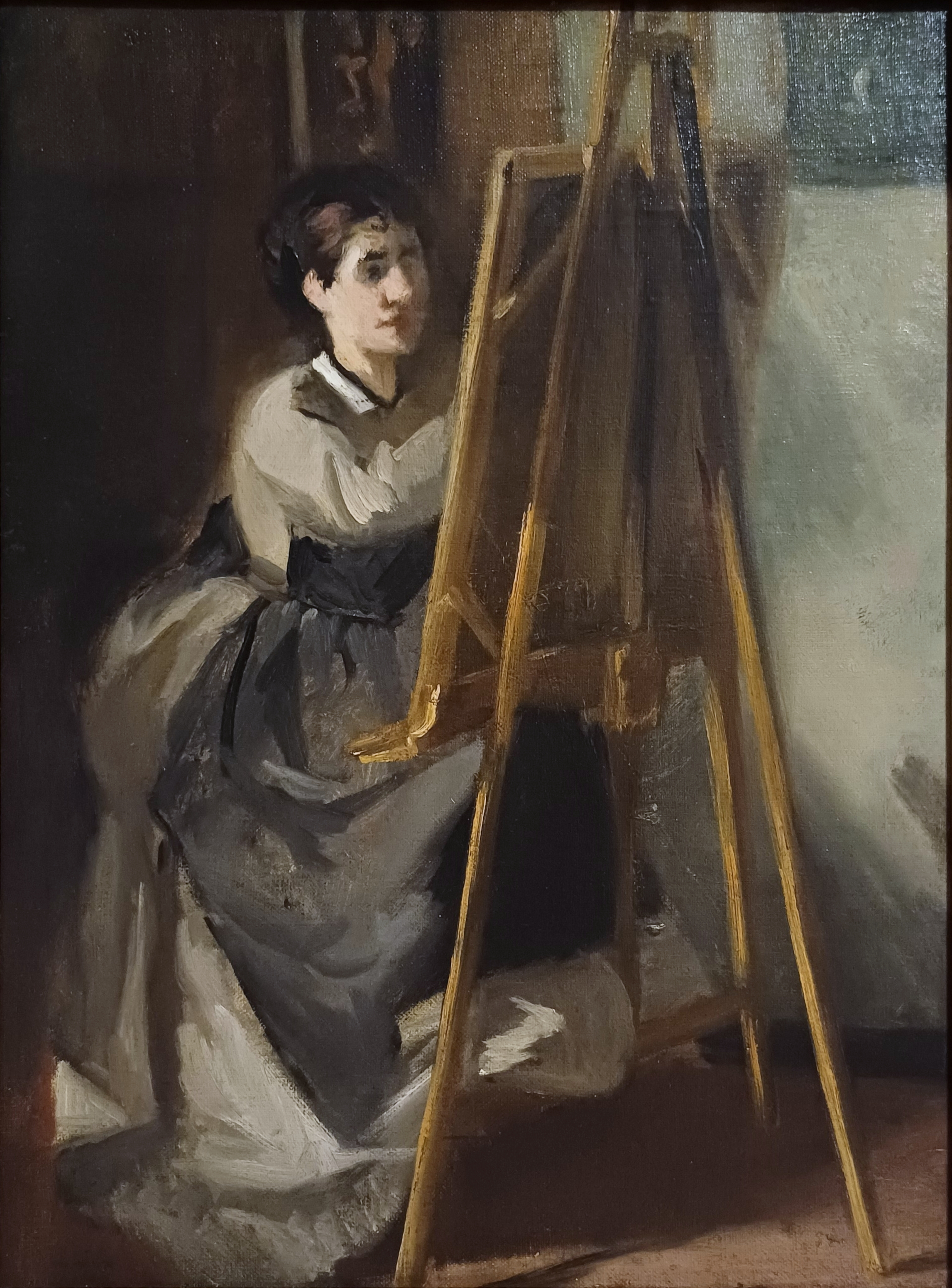
De jonge student (Portret van haar zus als artiest), Private collectie
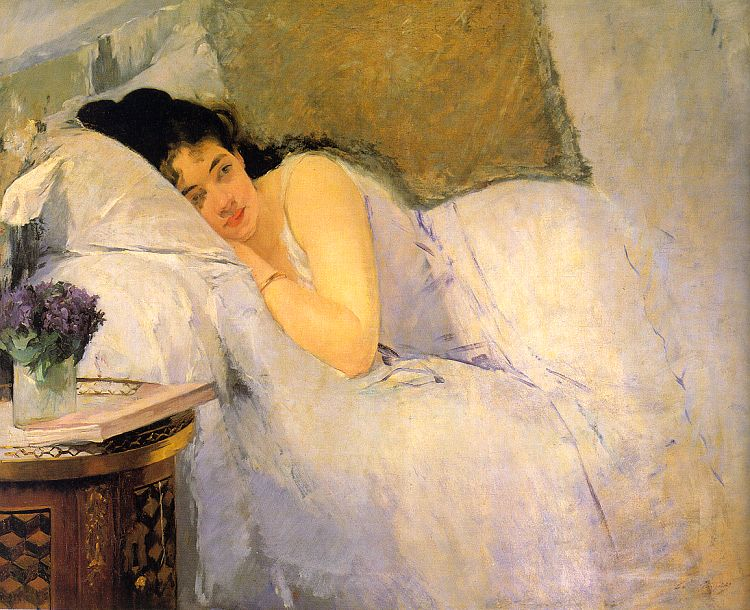
Ochtendontwaken, Kunsthalle Bremen, Bremen, Duitsland 1876
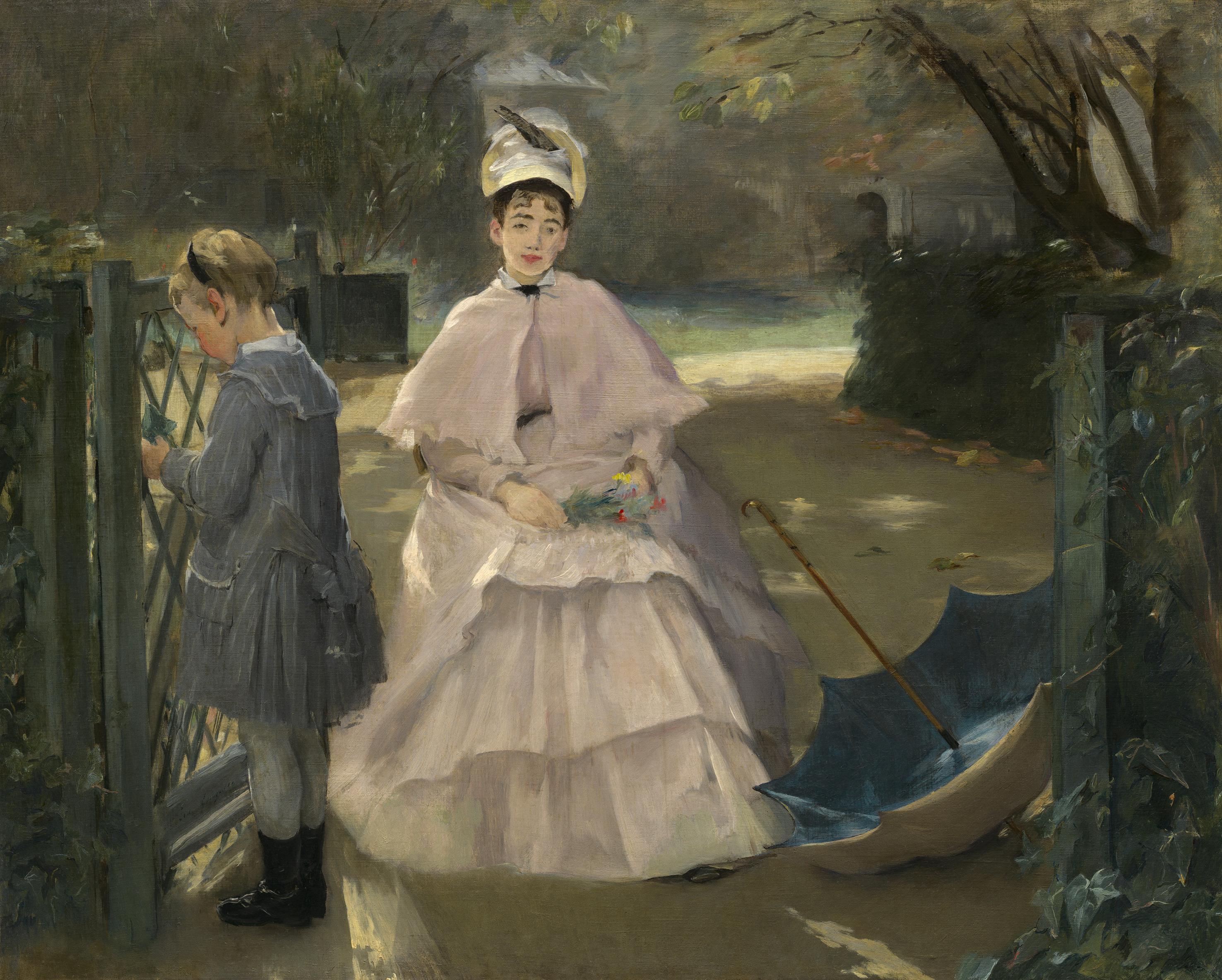
Kindermeisje met kind, National Gallery of Art, Washington D.C. 1877-78
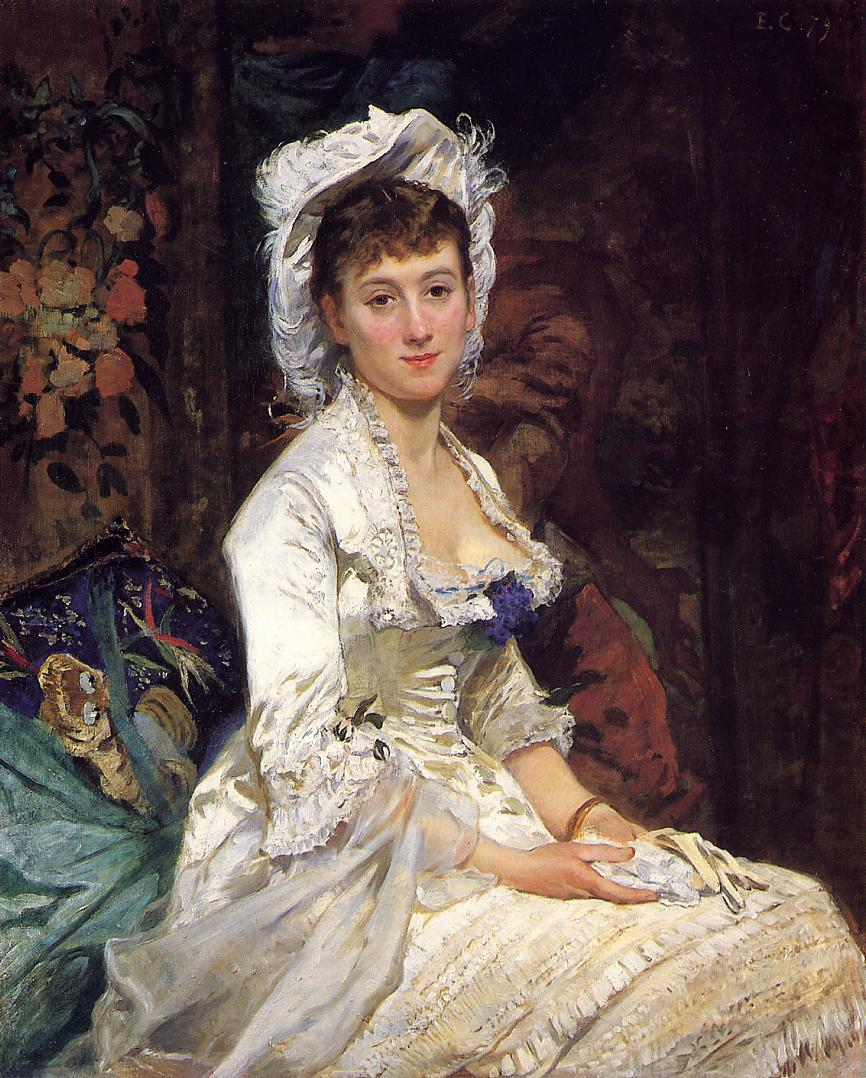
Portret van een vrouw in wit, Private collectie
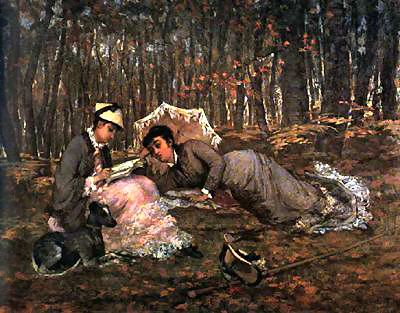
Lezen in het Bos, Musée du Petit Palais, Parijs 1880
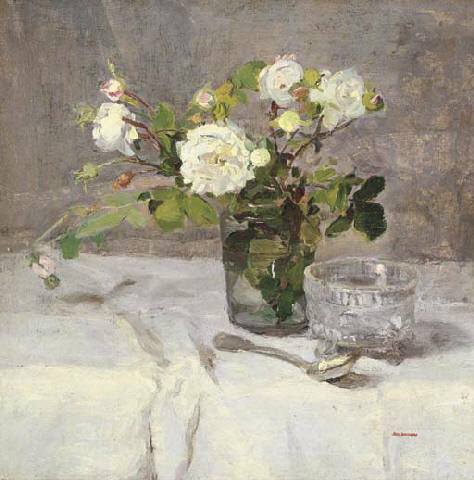
Rozen in een glazen vaas, Private collectie
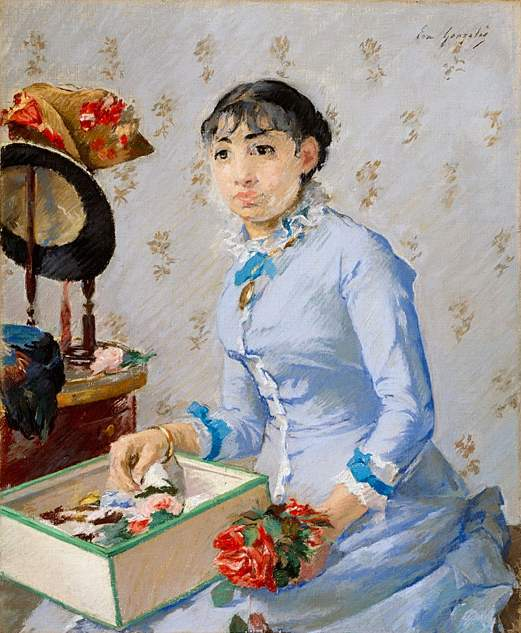
De hoedenmaker, Art Institute of Chicago
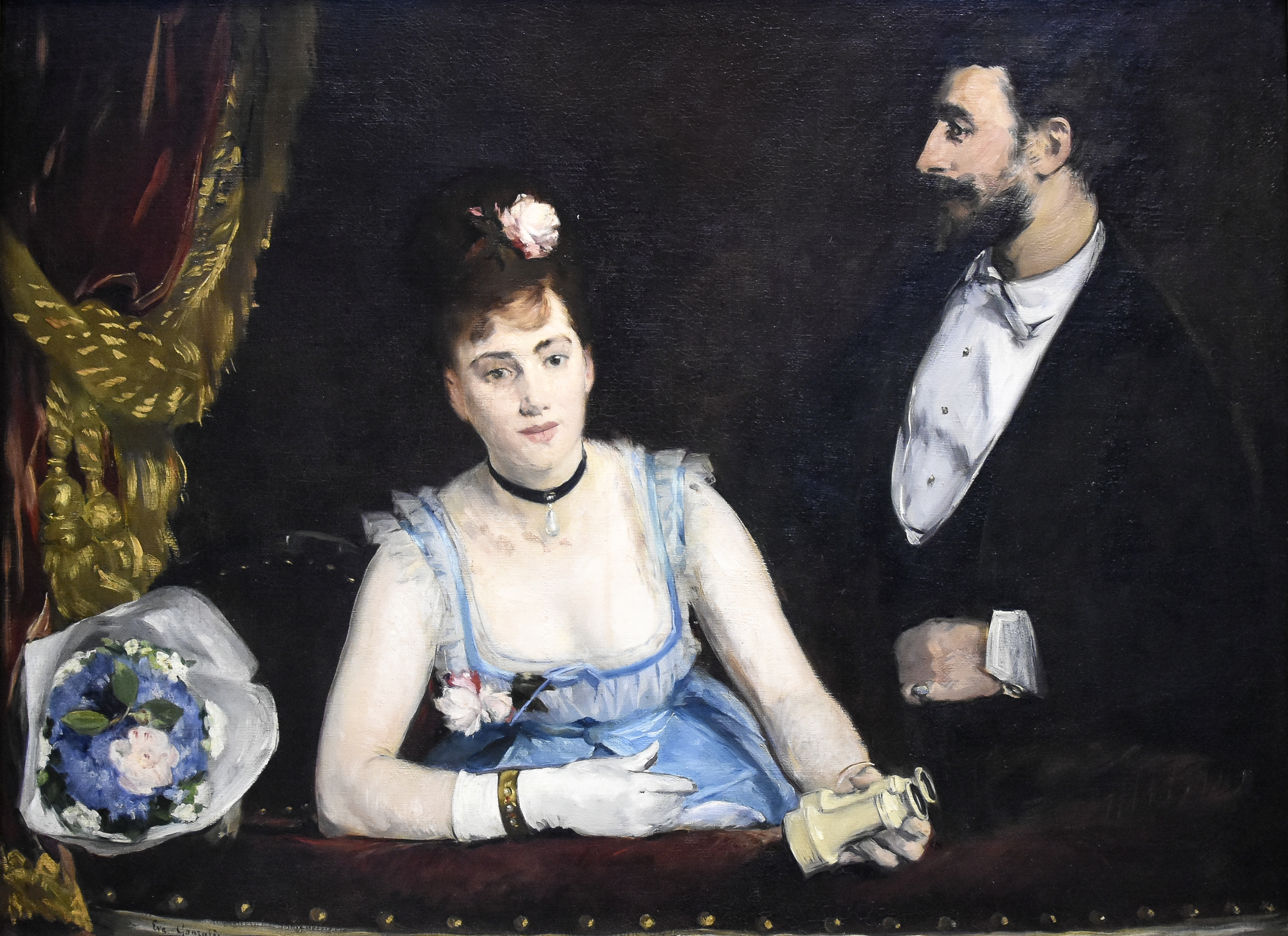
Een loge in het Théâtre des Italiens, Musée d'Orsay, Parijs 1874
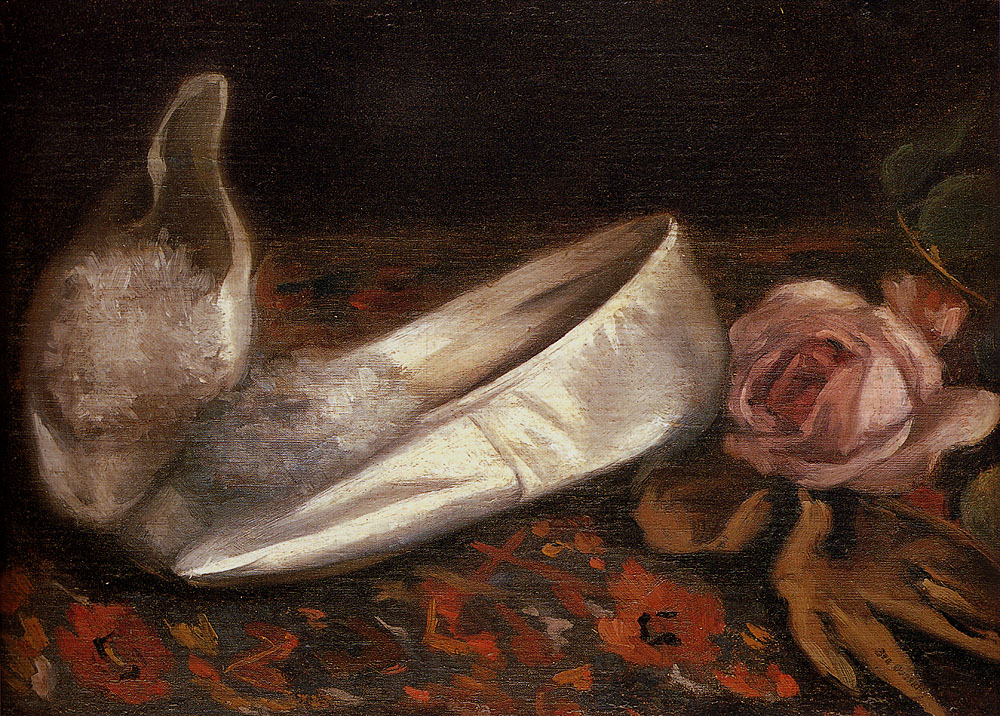
Witte schoenen, Private collectie
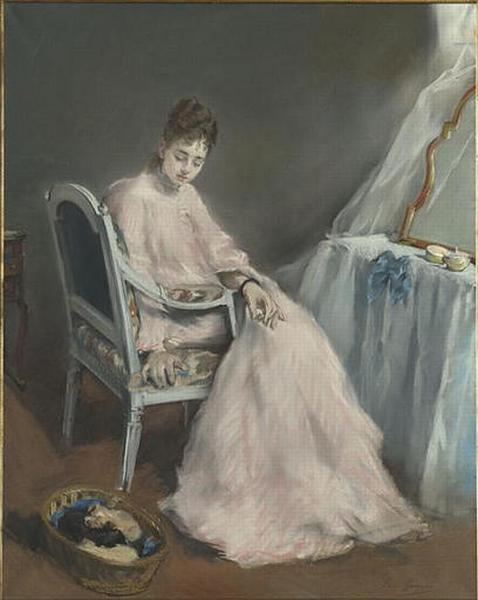
Vrouw in wit, National Museum of Women in the Arts, Washington D.C.